# 2 гривні (банкнота)
2 гривні — українські банкноти, що вводилися в обіг Національним банком України (НБУ) з 1996 року. Знаходиться в обігу разом з двохгривневими монетами. З 2018 року двохгривневі банкноти поступово вилучаються та замінюються в обігу монетами відповідного номіналу. Крім цього, цей номінал між 1918—1920 роками випускала УНР.

## Історія

### УНР
Після проголошення Української Народної Республіки (УНР) третім універсалом Центральної Ради у листопаді 1917 року почалася активна розробка власної валюти. Створенням своєї фінансової системи і грошових знаків, як ще одного чинника державотворення, опікувався Генеральний секретаріат фінансів та промисловості на чолі з Михайлом Туган-Барановським. 1 січня 1918 року Центральна Рада ухвалила «Тимчасовий закон про випуск державних кредитових білетів УНР». Першими українськими грошима стали банкноти «100 карбованців», оформлені художником-графіком Георгієм Нарбутом. Після проголошення самостійності УНР та з огляду на часті випадки фальшування нової купюри (яка робилася зі звичайного паперу, не мала захисних водяних знаків; окрім того більшовики, тікаючи з Києва, викрали і вивезли до Москви кліше грошового білета), Центральна Рада 1 березня 1918 року ухвалила закон «Про грошову одиницю, биття монети та друк кредитових державних білетів». Запроваджувалася нова грошова одиниця — гривня, «що має містити 8,712 долі щирого золота; гривня ділиться на 100 шагів; 2 гривні відповідають одному карбованцеві емісії 1917 р.». Загалом, серед інших номіналів, УНР 1918 року вводила в обіг двохгривневі лише одного зразка. З настанням радянського періоду в історії України, гроші у гривневому найменуванні зникли з обігу аж до середини 1990-х років. На початку 1920-х років, після розпуску УНР, Раднаркомом на землях Радянської України були запроваджені перші радянські карбованці (так звані «більшовицькі тисячки»).

### Сучасна Україна
У вересні 1991 року, після проголошення Україною незалежности у серпні того року на тлі розпаду Радянського Союзу, Верховною Радою УРСР було прийнято рішення щодо випуску банкнот-гривень. Однак перед введенням гривні спочатку, 1992 року, була запроваджена перехідна тимчасова валюта — купонокарбованець. Перші банкноти-гривні були випущені НБУ в обіг лише через 4 роки, під час грошової реформи 1996 року, протягом 2—16 вересня.
Зі слів автора перших банкнот сучасної України Василя Лопати, у квітні 1991 року відомих художників УРСР запросили для участі в розробці ескізів нової української валюти. До складу колективу з розробки ескізів увійшли народний художник України Олександр Данченко, заслужений діяч мистецтв України Василь Перевальський, заслужені художники України: Володимир Юрчишин, Сергій Якутович і сам Василь Лопата. Робота по створенню банкнот проходила під егідою комісії Верховної Ради України з питань економічних реформ та управління народним господарством, а також комісії з питань культури й духовного відродження. У цій роботі взяли участь народні депутати України: Лесь Танюк, Павло Мовчан, Дмитро Павличко, Володимир Яворівський, Іван Заєць й інші. Ескізи банкнот розглядала Президія Верховної Ради під головуванням Леоніда Кравчука, який затвердив ескізи, підготовлені Василем Лопатою.
Загалом, з 1996 року НБУ було введено в обіг три покоління двогривневих банкнот. Через відсутність необхідного для цього обладнання — напочатку 1990-х років банкноти доводилося друкувати у Канаді та Великій Британії. Надалі, починаючи з середини 1990-х років — вони вже друкувалися в Україні. Всі покоління є різними за дизайном, зокрема: різноманітними не лише за коліром та малюнком, але і за розміром — якщо перші дві серії мали однаковий розмір, то у третій його вже зменшили; крім цього, з кожною наступною серією — ускладнювался система їхнього захисту від підробки.
14 березня 2018 року НБУ оголосив про введення в обіг монет номіналами 1, 2, 5 та 10 гривень, які поступово замінять банкноти відповідних номіналів, і двохгривневі у тому числі. Монети номіналами 1 та 2 гривні були введено в обіг 27 квітня 2018 року, монети у 5 гривень — 20 грудня 2019 року, а монети у 10 гривень — 3 червня 2020 року. Причиною цього рішення стало те, що паперові банкноти слугують лише рік, тоді як монети — до 20 років. Відповідно це дозволило економити щороку до 1 млрд гривень. Щороку НБУ вилучав з обігу близько 800 млн штук зношених банкнот. Причому половина з них — номіналом від 1 до 10 гривень. З 1 жовтня 2020 року НБУ розпочав поступове вилучення з обігу всіх банкнот третього покоління. Ці банкноти перебувають в обігу до прийняття окремого рішення Правлінням НБУ щодо їх повного вилучення.
Також, 2020 року, з метою поліпшення організації готівкового обігу, НБУ заявив про вилучення з обігу банкнот, випущених до 2003 року, тобто банкнот першого (1992 року випуску) та другого покоління (1994—2001 років випуску). З 1 жовтня того року ці банкноти перестали бути законним засобом платежу.
Двохгривневі банкноти третього покоління після оголошення початку вилучення з обігу залишаються дійсним платіжним засобом. Ними можна продовжувати розраховуватися, їх не потрібно спеціально обмінювати. Водночас, потрапляючи в банки, вони більше не повертаються в готівковий обіг, а вилучаються банками та передаються до НБУ для утилізації. Після встановленої НБУ дати банкноти перестають бути платіжним засобом; усі магазини, ресторани, заклади сфери побуту не приймають їх під час готівкових розрахунків за товари та послуги; встановлюється часовий період для обміну на платіжні банкноти та монети у банках.

## Опис випусків УНР
17 жовтня 1918 року УНР ввела в обіг перші 2-гривневі банкноти, які були надруковані у Берліні. Автором ескізу 2 гривень був відомий художник Георгій Нарбут, у ньому він використав орнаменти українських книжкових гравюр XVII століття.
Дизайн банкноти, оздобленої досить простим геометричним орнаментом, виконав Василь Кричевський (на що вказували дві літери на лицьовій стороні: «ВК»). Банкнота друкувалася на жовтуватому папері, що мав водяні знаки у вигляді чергування кілець і хрестів.
Зворотній бік банкноти містив текст: «Державні кредитові білєти Української Народньої Республіки забезпечується всім державним майном Республіки. Державні кредитові білєти Української Народньої Республіки ходять нарівні з золотою монетою. За фальшування державних кредитових білєтів виновних карається позбавленням прав і тюрмою».
Банкноти були введені в грошовий обіг на території України 17 жовтня 1918 року й були вилучені протягом першої половини 1920-х років.
| Випуски двохгривневих банкнот зразка 1918 року | Випуски двохгривневих банкнот зразка 1918 року | Випуски двохгривневих банкнот зразка 1918 року | Випуски двохгривневих банкнот зразка 1918 року | Випуски двохгривневих банкнот зразка 1918 року | Випуски двохгривневих банкнот зразка 1918 року | Випуски двохгривневих банкнот зразка 1918 року | Випуски двохгривневих банкнот зразка 1918 року | Випуски двохгривневих банкнот зразка 1918 року | Випуски двохгривневих банкнот зразка 1918 року | Випуски двохгривневих банкнот зразка 1918 року |
| Зображення                                     | Зображення                                     | Підпис                                         | Розміри (мм)                                   | Основний колір                                 | Опис                                           | Опис                                           | Дата                                           | Дата                                           | Дата                                           | Дата                                           |
| Аверс                                          | Реверс                                         | Підпис                                         | Розміри (мм)                                   | Основний колір                                 | Аверс                                          | Реверс                                         | першого друку                                  | випуску                                        | початок вилучення                              | неплатіжності                                  |
| ---------------------------------------------- | ---------------------------------------------- | ---------------------------------------------- | ---------------------------------------------- | ---------------------------------------------- | ---------------------------------------------- | ---------------------------------------------- | ---------------------------------------------- | ---------------------------------------------- | ---------------------------------------------- | ---------------------------------------------- |
|                                                |                                                | В. Ігнатович М. Таранов                        | 118 × 70                                       | Зелено-коричневий                              | Геометричний орнамент                          | Геометричний орнамент                          | 1918                                           | 1918                                           | після 1924                                     | після 1924                                     |

## Опис випусків сучасної України

### Загальне оформлення
2-гривневі банкноти всіх поколіннь традиційно містять на аверсі графічний портрет Ярослава Мудрого (983/987 — 1054) — Великого князя київського (1015–1018, 1019–1054), Князя ростовського (988–1010) і новгородського (1010–1034); а реверс — Софійський собор, заснованого ХІ століття.
Банкноти мали написи «Національний банк України» та «Україна» (крім третього покоління). Крім підпису Голів НБУ України, банкноти першого покоління мали десятизначні номери, а всіх наступних поколіннь — дволітерні-семизначні номери. Вони друкуються на спеціальному білому папері, що має відтінок, який відповідає основному кольору банкноти.

### Елементи захисту
НБУ випускає банкноти, що мають сучасний дизайн та надійний захист від підроблення. Наявні елементи захисту на 2-гривневих банкнотах дозволяють гарантовано виявляти підроблені грошові знаки як при уважному візуальному та тактильному контролі без застосування спеціальних детекторів, так і за допомогою спеціального обладнання, що дозволяє перевіряти справжність банкнот в ультрафіолетовому та інфрачервоному діапазонах спектру.
| Елементи захисту             | Перше покоління | Друге покоління | Третє покоління |
| ---------------------------- | --------------- | --------------- | --------------- |
| Водяний знак                 | Так             | Так             | Так             |
| Захисна стрічка              | Так             | Так             | Так             |
| Рельєфні елементи            | Так             | Так             | Так             |
| Суміщений малюнок            | Ні              | Так             | Так             |
| Райдужний друк               | Ні              | Ні              | Так             |
| Антисканерна сітка           | Так             | Так             | Так             |
| Кодоване латентне зображення | Ні              | Ні              | Так             |
| Мікротекст                   | Так             | Так             | Так             |
| Знак для сліпих              | Ні              | Так             | Так             |
| Видимі захисні волокна       | Так             | Так             | Так             |
| Невидимі захисні волокна     | Ні              | Так             | Так             |
| Флуоресцентний номер         | Так             | Так             | Так             |
| Магнітний номер              | Так             | Так             | Так             |
| Прихований номінал           | Так             | Так             | Так             |
| Флуоресцентний друк          | Так             | Так             | Так             |
| Високий друк                 | Так             | Так             | Так             |
| Орловський друк              | Так             | Так             | Так             |
| Оптично-змінний елемент      | Ні              | Ні              | Так             |

| - Невидимі захисні зображення (аверс) - Невидимі захисні зображення (реверс) - Водяні знаки - Захисна стрічка |

### Перелік випусків

#### Банкноти першого покоління
Банкноти цієї серії друкувалися канадською фірмою «Canadian Bank Note Company» 1992 року. Вони мали водяний знак у формі тризубів, зображених світлими лініями, розташованими по всій площі купюр. Авторами ескізу банкнот є художники Василь Лопата й Борис Максимов.
Номер на банкноті завжди починався з двійки. Розмежувати номера з підписом Володимира Матвієнка, Вадима Гетьмана й Віктора Ющенка було неможливо, тому що номери ставилися на вже віддрукованих банкнотах обох видів.
Банкноти ввели в обіг 2 вересня 1996 року. З 2003 року вони почали вилучатися з обігу, а 2020-го — перестали бути законним платіжним засобом.
| Випуски 2-гривневих банкнот першого покоління | Випуски 2-гривневих банкнот першого покоління | Випуски 2-гривневих банкнот першого покоління | Випуски 2-гривневих банкнот першого покоління | Випуски 2-гривневих банкнот першого покоління | Випуски 2-гривневих банкнот першого покоління | Випуски 2-гривневих банкнот першого покоління | Випуски 2-гривневих банкнот першого покоління | Випуски 2-гривневих банкнот першого покоління | Випуски 2-гривневих банкнот першого покоління | Випуски 2-гривневих банкнот першого покоління |
| Зображення                                    | Зображення                                    | Підпис                                        | Розміри (мм)                                  | Основний колір                                | Опис                                          | Опис                                          | Дата                                          | Дата                                          | Дата                                          | Дата                                          |
| Аверс                                         | Реверс                                        | Підпис                                        | Розміри (мм)                                  | Основний колір                                | Аверс                                         | Реверс                                        | першого друку                                 | випуску                                       | початок вилучення                             | неплатіжності                                 |
| --------------------------------------------- | --------------------------------------------- | --------------------------------------------- | --------------------------------------------- | --------------------------------------------- | --------------------------------------------- | --------------------------------------------- | --------------------------------------------- | --------------------------------------------- | --------------------------------------------- | --------------------------------------------- |
|                                               |                                               | Володимир Матвієнко                           | 135 × 70                                      | Коричневий                                    | Князь Ярослав Мудрий                          | Київський Софійський собор                    | 1992                                          | 2 вересня 1996                                | 15 липня 2003                                 | 1 жовтня 2020                                 |
|                                               |                                               | Вадим Гетьман                                 | 135 × 70                                      | Коричневий                                    | Князь Ярослав Мудрий                          | Київський Софійський собор                    | 1992                                          | 2 вересня 1996                                | 15 липня 2003                                 | 1 жовтня 2020                                 |
|                                               |                                               | Віктор Ющенко                                 | 135 × 70                                      | Коричневий                                    | Князь Ярослав Мудрий                          | Київський Софійський собор                    | 1992                                          | 2 вересня 1996                                | 15 липня 2003                                 | 1 жовтня 2020                                 |

#### Банкноти другого покоління
Банкноти цієї серії друкувалися Банкнотно-монетним двором НБУ (надалі всі українські банкноти друкувалися лише на цьому підприємстві) у 1995 і 2001 роках.
Одними із нововведень серії стало: вживлена у папір захисна стрічка з повторюваним написом «2 гривні»; водяний знак у вигляді портрету Ярослав Мудрого, розташований у білому полі ліворуч купюри; знак для сліпих; суміщений малюнок.   
Банкноти ввели в обіг 1997 року. З 2004 року вони почали вилучатися з обігу, а 2020-го — перестали бути законним платіжним засобом.
| Випуски 2-гривневих банкнот другого покоління | Випуски 2-гривневих банкнот другого покоління | Випуски 2-гривневих банкнот другого покоління | Випуски 2-гривневих банкнот другого покоління | Випуски 2-гривневих банкнот другого покоління | Випуски 2-гривневих банкнот другого покоління | Випуски 2-гривневих банкнот другого покоління | Випуски 2-гривневих банкнот другого покоління | Випуски 2-гривневих банкнот другого покоління | Випуски 2-гривневих банкнот другого покоління | Випуски 2-гривневих банкнот другого покоління |
| Зображення                                    | Зображення                                    | Підпис                                        | Розміри (мм)                                  | Основний колір                                | Опис                                          | Опис                                          | Дата                                          | Дата                                          | Дата                                          | Дата                                          |
| Аверс                                         | Реверс                                        | Підпис                                        | Розміри (мм)                                  | Основний колір                                | Аверс                                         | Реверс                                        | першого друку                                 | випуску                                       | початок вилучення                             | неплатіжності                                 |
| --------------------------------------------- | --------------------------------------------- | --------------------------------------------- | --------------------------------------------- | --------------------------------------------- | --------------------------------------------- | --------------------------------------------- | --------------------------------------------- | --------------------------------------------- | --------------------------------------------- | --------------------------------------------- |
|                                               |                                               | Віктор Ющенко                                 | 133 × 66                                      | Помаранчево-коричневий                        | Князь [[Ярослав Мудрий]]                      | Київський Софійський собор                    | 1995                                          | 1 вересня 1997                                | 28 вересня 2004                               | 1 жовтня 2020                                 |
|                                               |                                               | Володимир Стельмах                            | 133 × 66                                      | Помаранчево-коричневий                        | Князь [[Ярослав Мудрий]]                      | Київський Софійський собор                    | 2001                                          | 6 липня 2001                                  | 28 вересня 2004                               | 1 жовтня 2020                                 |

#### Банкноти третього покоління
Банкноти цієї серії друкувалися у 2004, 2005, 2011, 2013 і 2018 (у нерозрізаних аркушах) роках. Одними із нововведень серії стало: на аверсі, біля портрету Ярослава Мудрого, з'явилася грошова одиниця гривня періоду його правління й слова князя: «Якщо будете жити в любові між собою, і Бог буде з вами»; а на реверсі — праворуч від Софійського собору розміщена художня композиція, що включає військове спорядження, предмети побуту й елементи декору часів правління князя, а також збірка законів «Руська Правда»; водяний знак представлений, крім портрету Ярослава Мудрого, символом гривні; вживлена в папір захисна стрічка з написом «2 ГРН», тризубом, і цифрою «2» у два рядки; кодоване латентне зображення.
Банкноти ввели в обіг 2004 року. З 2020 року банкноти почали поступово вилучатися, хоча вони зникли з обігу набагато раніше.
| Випуски 2-гривневих банкнот третього покоління | Випуски 2-гривневих банкнот третього покоління | Випуски 2-гривневих банкнот третього покоління | Випуски 2-гривневих банкнот третього покоління | Випуски 2-гривневих банкнот третього покоління | Випуски 2-гривневих банкнот третього покоління | Випуски 2-гривневих банкнот третього покоління | Випуски 2-гривневих банкнот третього покоління | Випуски 2-гривневих банкнот третього покоління | Випуски 2-гривневих банкнот третього покоління | Випуски 2-гривневих банкнот третього покоління |
| Зображення                                     | Зображення                                     | Підпис                                         | Розміри (мм)                                   | Основний колір                                 | Опис                                           | Опис                                           | Дата                                           | Дата                                           | Дата                                           | Дата                                           |
| Аверс                                          | Реверс                                         | Підпис                                         | Розміри (мм)                                   | Основний колір                                 | Аверс                                          | Реверс                                         | першого друку                                  | випуску                                        | початок вилучення                              | Статус                                         |
| ---------------------------------------------- | ---------------------------------------------- | ---------------------------------------------- | ---------------------------------------------- | ---------------------------------------------- | ---------------------------------------------- | ---------------------------------------------- | ---------------------------------------------- | ---------------------------------------------- | ---------------------------------------------- | ---------------------------------------------- |
|                                                |                                                | Сергій Тігіпко                                 | 118 × 63                                       | Жовто-коричневий                               | Князь Ярослав Мудрий                           | Київський Софійський собор                     | 2004                                           | 28 вересня 2004                                | 1 жовтня 2020                                  | В обігу                                        |
|                                                |                                                | Володимир Стельмах                             | 118 × 63                                       | Жовто-коричневий                               | Князь Ярослав Мудрий                           | Київський Софійський собор                     | 2005                                           | 10 червня 2005                                 | 1 жовтня 2020                                  | В обігу                                        |
|                                                |                                                | Сергій Арбузов                                 | 118 × 63                                       | Жовто-коричневий                               | Князь Ярослав Мудрий                           | Київський Софійський собор                     | 2011                                           | 1 грудня 2011                                  | 1 жовтня 2020                                  | В обігу                                        |
|                                                |                                                | Ігор Соркін                                    | 118 × 63                                       | Жовто-коричневий                               | Князь Ярослав Мудрий                           | Київський Софійський собор                     | 2013                                           | 1 квітня 2014                                  | 1 жовтня 2020                                  | В обігу                                        |
|                                                |                                                | Яків Смолій                                    | 118 × 63                                       | Жовто-коричневий                               | Князь Ярослав Мудрий                           | Київський Софійський собор                     | 2018                                           | —                                              | В обігу не були                                | В обігу не були                                |

#### Випуск у нерозрізаних аркушах
У зв'язку з підвищеним попитом на нерозрізані аркуші банкнот гривні й численними заявками юридичних осіб і фізичних осіб-підприємців щодо їх придбання, НБУ провів електронний біржовий аукціон із продажу нерозрізаних аркушів банкнот номіналами 1, 2, 5 та 10 гривень (розпорядження НБУ від 29.12.2018 № 1803-ра).
Електронний аукціон № Е-15 був проведений 24 січня 2019 року об 11:00 Універсальною товарною біржею «Контрактовий дім УМВБ».
Окрім того, НБУ з 1 лютого 2019 року приймав on-line замовлення на нерозрізані аркуші банкнот номіналами 1, 2, 5 та 10 гривень (по 60 банкнот у кожному цілому друкарському аркуші).
Відповідні нерозрізані аркуші банкнот номіналів 1 та 2 гривні випускалися з підписом нинішнього Голови Правління НБУ Якова Смолія, на яких проставлена дата випуску — 2018 рік. Дані банкноти представлені серією «ЮК».
Ураховуючи політику НБУ щодо вилучення банкнот української гривні низьких номіналів, дані банкноти номіналами 1 та 2 гривні представлені, для колекціонерів, лише у вигляді цілих нерозрізаних аркушів банкнот, без поштучного випуску для масового обігу.

## Кількість банкнот в обігу
Станом на 1 липня 2023 року в обігу в Україні перебувало 147,2 млн штук 2-гривневих банкнот, що складає 5,5 % від загальної кількості банкнот всіх номіналів.